# چارلز هنری داو
چارلز هنری داو (به انگلیسی: Charles Henry Dow) (زاده ۶ نوامبر ۱۸۵۱ - درگذشته ۴ دسامبر ۱۹۰۲) کارآفرین و روزنامه‌نگار آمریکایی بود، که با مشارکت ادوارد جونز در سال ۱۸۸۲ شرکت داو جونز را تأسیس کرد.
داو همچنین در سال ۱۸۸۹ روزنامه وال استریت ژورنال را پایه‌گذاری کرد. وی همچنین خالق شاخص اقتصادی میانگین صنعتی داو جونز است.